# Paide Linnameeskond U21
El Paide Linnameeskond U21 es un equipo de fútbol de Estonia que juega en la Esiliiga, la segunda división nacional.

## Historia
Fue fundado en el año 2008 en la ciudad de Paide con el nombre Paide Kumake hasta que en 2013 pasó a ser equipo filial del Paide Linnameeskond, por lo que no es elegible para jugar en la Meistriliiga.
En 2017 logra el ascenso a la Esiliiga B, en la cual estuvo por tres temporadas hasta que en 2020 logra el ascenso a la Esiliiga.

## Palmarés
- Esiliiga B: 1

2020
- II Liiga: 1

2016
- III Liiga: 2

2010, 2013